# Comté de Stokes
Pour les articles homonymes, voir Stokes.
Le comté de Stokes est un comté américain situé dans l'État de Caroline du Nord. Lors du recensement des États-Unis de 2010, il compte 47 401 habitants.

## Démographie
| 1790  | 1800   | 1810   | 1820   | 1830   | 1840   |
| ----- | ------ | ------ | ------ | ------ | ------ |
| 8 423 | 11 026 | 11 645 | 14 033 | 16 196 | 16 265 |

| 1850  | 1860   | 1870   | 1880   | 1890   | 1900   |
| ----- | ------ | ------ | ------ | ------ | ------ |
| 9 206 | 10 402 | 11 208 | 15 353 | 17 199 | 19 866 |

| 1910   | 1920   | 1930   | 1940   | 1950   | 1960   |
| ------ | ------ | ------ | ------ | ------ | ------ |
| 20 151 | 20 575 | 22 290 | 22 656 | 21 520 | 22 314 |

| 1970   | 1980   | 1990   | 2000   | 2010   | - |
| ------ | ------ | ------ | ------ | ------ | - |
| 23 782 | 33 086 | 37 223 | 44 712 | 47 401 | - |